# Dubrovka (Técsői járás)
Dubrovka (ukránul: Дібрівка [Gyibrivka]) falu  Ukrajnában, Kárpátalján, a Técsői járásban. 

## Földrajz
Técsőtől északkeletre, a Tarac völgyében fekszik.

## Története
A 20. század elején települt helység. Első írásos említése 1929-ből származik Doubravka néven. Neve ruszin eredetű, a sűrű tölgyerdő szóból ered.
Korábban Bedőháza külterületi lakott helye volt, 2020-ig közigazgatásilag is hozzá tartozott.

## Népesség
| 2001 | 440 |

A népesség anyanyelv szerinti megoszlása a teljes népesség %-ában (2001)